# Joost de Valk
Joost de Valk es un empresario y desarrollador de software de aplicaciones de Wijchen, Países Bajos, que es conocido por Yoast SEO. De Valk comenzó como consultor y bloguero en 2004 antes de desarrollar Yoast, uno de los plugins más exitosos para Wordpress.

## Carrera
De Valk comenzó como consultor para empresas como: eBay, El Guardián, Disney, y otras grandes compañías. Trabajar en el plugin era un hobby en su tiempo libre. De Valk comenzó un blog en 2004, y en 2005 su sitio web para SEO se llamaba "joostdevalk.nl". Después de mudarse y finalmente vender el dominio "css3.info", de Valk creó la plataforma Yoast en 2007, y lanzó la primera versión de WordPress SEO en 2010, y fundó la compañía Yoast BV en 2010.
En un principio, la empresa Yoast se dedicó a la consultoría antes de desarrollar el plugin Yoast SEO y un plugin de Google Analytics, ambos para WordPress. En 2012, De Valk lanzó una versión premiúm de Yoast SEO. En abril de 2016, Yoast BV vendió el plugin de Google Analytics para WordPress. En junio de 2020, Yoast adquirió el plugin Duplicate Post, otro plugin de WordPress muy popular.
El software que creó De Valk funciona en más de nueve millones de sitios web y en el 11,4% de los millones de sitios más importantes del mundo. En WordPress, el software SEO de De Valk se ha descargado cinco millones de veces. Michael David, autor de WordPress Search Engine Optimization (2015), se refirió a él como "el abuelo de todos los plugins SEO" y Santos Muñoz Tebar, fundador de Blog SEO (2018), lo definió como "el complemento perfecto para WordPress".
En enero de 2019, De Valk dejó el cargo de director general para convertirse en director de producto de Yoast y comenzó a trabajar para WordPress en marketing. La esposa de De Valk, Marieke van de Rakt, asumió el cargo de directora (CEO) de Yoast. De Valk dejó su puesto en WordPress después de seis meses alegando que no veía su lugar en la organización. De Valk y su mujer son inversores en la startup de blockchain WordProof.

## Personal
Cuando De Valk tenía doce años pidió dinero prestado a sus padres para comprar un ordenador; entonces empezó a crear sitios web. Asistió a la Universidad de Ciencias Aplicadas y continuó con la tecnología de Internet. A los 24 años fue padre. De Valk está casado con Marieke van de Rakt y juntos tuvieron cuatro niños. Marieke era una profesora con un Ph.D y  dejó su trabajo en 2013 para apoyar Yoast SEO.

## Más información
- Ward, Eric; French, Garrett (2013). ultimate Guide to Link Building. United States: Entrepreneur Media Corporation. ISBN 978-1599184425.
- Karr, Douglas; Flannery, Chantelle (2010). Corporate Blogging for Dummies. Hoboken New Jersey: Wiley Publishing Inc. ISBN 978-0470604571.